# Eurytoma vadosa
Eurytoma vadosa är en stekelart som beskrevs av Bugbee 1945. Eurytoma vadosa ingår i släktet Eurytoma och familjen kragglanssteklar. Inga underarter finns listade i Catalogue of Life.